# Besnate
Besnate (Besnaa in dialetto varesotto, AFI: [beˈznɑː]) è un comune italiano di 5 439 abitanti della provincia di Varese in Lombardia.
Il comune di Besnate ha una superficie territoriale di 7.68 km² ed un'altitudine media di 300 metri sul livello del mare. Nella sua massima elevazione, sulla colline del Ravellino, si raggiungono i 330 metri. Comprende le località di Besnate, Buzzano e Centenate.

## Geografia fisica
Il territorio comunale di Besnate è situato in una zona collinare compresa tra il torrente Arno e il Fiume Ticino. Nella zona meridionale di Besnate incontriamo i Fontanili, un fenomeno causato dalle acque piovane che penetrano negli strati permeabili del sottosuolo, costituiti da massi, ciottoli, ghiaia e sabbia e riemergono in superficie quando incontrano uno strato argilloso e impermeabile, formando una grossa area di acque risorgive, che si estende ad est della strada provinciale di Gallarate, e fino al piede dei rilievi morenici su cui poggia parte del territorio di Jerago con Orago e Cavaria con Premezzo.
In questa zona umida di Besnate convergono alcuni corsi d'acqua, la roggia Pont-Peder, il Fontanile Vecchio ed il Fontanile Nuovo, che, confluendo fra loro, formano il torrente Sorgiorile, principale affluente del fiume Arno.

## Storia

### Origine
L'origine del nome di Besnate deriva probabilmente da un antico nome latino: "Bessenus" o "Bissunus", che probabilmente corrisponderebbe a quello di un antico proprietario o sovrintendente del fondo agricolo in cui sorgevano i fabbricati rurali costituenti il primo nucleo abitato. In epoca romana da Besnate passava la via Novaria-Comum, strada romana che metteva in comunicazione i municipia di Novaria (Novara) e Comum (Como) passando per Sibrium (Castel Seprio).
L'economia è principalmente basata su attività artigianali. La storia di Besnate è principalmente legata a due fatti:
- agli insediamenti palafitticoli della Lagozza e della Lagozzetta;
- ai Visconti che amministrarono il paese sembrerebbe addirittura da circa l'anno 1000 fino al 1700.

La Lagozza di Besnate è un bacino torboso, posto a nord-ovest del paese, in Località Centenate. In questa conca, 2 secoli fa, si scoprì un insediamento palafitticolo databile 2800 a.C., attribuibile quindi al neolitico recente, cioè alla fase finale dell'età della pietra, la cui fama va ben oltre i confini nazionali in quanto per la straordinaria evoluzione qui avuta dall'agricoltura, dalla tessitura e dalla ceramica, ha dato il nome alla cosiddetta "Cultura della Lagozza", che contrassegna un particolare momento del neolitico soprattutto nell'Italia Settentrionale.
Inoltre l'elevato grado raggiunto nelle coltivazioni, ha portato gli studiosi ad affermare che senz'altro alla Lagozza si è sviluppata la più antica civiltà agricola della Padania. Anche a poche centinaia di metri dalla Lagozza è situato un altro bacino, la Lagozzetta, anch'esso sede di un insediamento palafitticolo, meno famoso, databile 2400 a.C., vale a dire all'Enolitico lombardo. I reperti della Lagozza e della Lagozzetta sono custoditi principalmente al Civico museo archeologico di Como ed al Civico museo archeologico di Milano.
Dell'epoca romana un antico cippo sepolcrale del I secolo d.C. attualmente al Museo di Gallarate, attesta la presenza della famiglia Naevi nel territorio, nonché la vestigia di essa. Una copia di tutti i reperti trovati nei siti archeologici besnatesi sono tenute presso il Civico museo archeologico di Arsago Seprio.

### Storia recente
Il comune di Besnate è stato da sempre autonomo fino al 1869, anno in cui, con Decreto reale nº 4919, venne soppresso e aggregato, con quello di Casorate Sempione, al comune di Arsago Seprio. Solo pochi anni dopo, però, dal 1º agosto 1872, Besnate si staccò da Arsago per unirsi a Jerago: nacque così il comune di Jerago con Besnate, al quale dal 1º luglio 1892, venne aggregata anche la località di Orago.
Infine con la legge nº 48 del 28 febbraio 1907, il comune di Jerago con Besnate ed Orago venne sciolto, e dal 1º luglio 1907 Besnate divenne definitivamente comune autonomo. Nel 2007 il comune di Besnate, in occasione del centenario di costituzione, fece stampare dalle Poste Italiane delle cartoline e francobolli ricordo.

### Simboli
Lo stemma comunale e il gonfalone sono stati concessi con decreto del presidente della Repubblica del 25 agosto 1953.
(D.P.R. 25 agosto 1953)
Il gonfalone è un drappo partito di rosso e di giallo.

## Società

### Evoluzione demografica
Abitanti censiti

### Lingue e dialetti

#### Dialetto besnatese
Il dialetto besnatese s'inserisce, senza notevoli particolarità - eccetto la palatizzazione del gruppo "ct" in "^c"- nel sistema dei dialetti italiani settentrionali, in particolare nel dialetto varesotto e, con alcuni dei quali, partecipa alla caduta delle vocali atone finali, alla semplificazione delle consonanti geminate, alla sonorizzazione delle consonanti sorde latine intervocaliche ed alla palatizzazione dei gruppi "cla" e "gla" (caf=chiave; gànda=ghianda).

## Monumenti e luoghi d'interesse

### Chiesina di Santa Maria del castello
La costruzione della chiesina di Santa Maria del Castello ebbe inizio verso il 1400 e nel 1412 venne consacrata da Giovanni III Visconti che fu anche arcivescovo di Milano. La chiesina misura 18 m in lunghezza e 8 m in larghezza ai quali c'è da aggiungere il presbiterio di 6x6 m. Il piccolo campanile ha tre pilastri che appoggiano su un muro d'angolo ed il quarto su una grossa trave di noce al di sopra della volta del presbiterio, tra i due muri d'angolo.
La chiesina fungeva da cappella per il castello dei Visconti, data la sua vicinanza con lo stesso. All'interno, dietro l'altare si trova un affresco del XVI secolo, La presentazione di Gesù al Tempio. A lati dell'affresco sono raffigurati due stemmi dei Visconti. Gli ultimi ritocchi all'affresco vennero eseguiti nel 1876. Nella sagrestia c'è ancora un armadio di noce massiccio recante la seguente dicitura: Aurelius Vicecomes utisque juris doctor fecit fieri hoc opus anno MCLXXXXII (1592). Nel 1920 la chiesina fu adibita provvisoriamente a salone parrocchiale. Quattro anni più tardi, con l'inaugurazione del Salone Teatro Oratorio (ora Teatro cinema Incontro), fu riaperta al culto.
Negli anni dell'ultima guerra servì come deposito della Biblioteca dei Padri Gesuiti dell'Aloisianum di Gallarate per sottrarre molti dei preziosi volumi sia al pericolo di eventuali bombardamenti, sia a probabili manomissioni da parte dei tedeschi, dato che il comando tedesco aveva requisito l'Aloisianum come casa di riposo e ristoro per feriti convalescenti. Dopo la guerra, la piccola chiesa del castello subì un importante restauro, abbassando il piano terra e il tetto e fu rifatta la facciata, arretrata di qualche metro includendo sotto i restanti muri. Da allora la chiesina funge da battistero parrocchiale, pur non avendo le caratteristiche necessarie per svolgere questa funzione. Negli ultimi anni il battistero parrocchiale è stato trasferito all'interno della chiesa parrocchiale. Ad oggi risulta una chiesa sconsacrata.

### Chiesa dei Santi Nazaro e Celso in Centenate
L'attuale chiesina di Centenate venne costruita nel 1933 dietro elargizione del terreno da parte della famiglia Zazzaron. L'attuale campana fu collocata nel 1951 e benedetta da monsignor Bernareggi insieme a quelle della parrocchia. Dalla vecchia chiesa di Centenate, pur se menzionata in molti documenti, non ne è rimasta traccia. Nel 1300 già si parlava di una chiesina. Viene poi menzionata nel 1570 e nel 1583 in occasione delle due visite pastorali di San Carlo Borromeo. Nel 1620 il cardinale Federico Borromeo per la Cappella Campestriss SS. Nazarii et Celsi in eaden parochiali, ordinava "Se entro un mese, da coloro cui spetta, non si riparassero ed imbiancassero in calce le pareti e se non si togliesse il forno del pane ed anche la finestra [.] avverta il Parroco chi potesse vantar diritto, che entro un mese, al massimo due, non si decidono le riparazioni, la chiesina entro sei la si demolisca. E non vogliamo più sentir ragioni".
Da ciò si può desumere che annesso alla vecchia chiesina vi era anche un forno. Da quell'anno nella chiesina non si celebrarono più messe e in generale funzioni religiose. L'abbattimento e la graduale sparizione di ogni traccia fu dovuto con molta probabilità a quell'ordine che veniva dal cardinale Federico Borromeo, perché se non fu possibile eseguire i lavori da lui ordinate, la si dovette abbattere. Fu solo a partire dagli anni Ottanta del secolo scorso che si sentì il bisogno di ricostruire quel luogo che potesse servire alla popolazione abitante in Centenate di seguire le funzioni religiose celebrate da preti dispensati dal parroco.

### Monumento ai caduti in guerra
L'11 novembre 1943 fu posta la prima pietra per la costruzione del monumento ai Caduti. Venne costruito al bivio fra Via Roma e Via Libertà. Il monumento raffigurava una donna in bronzo che fra due colonne troncate porgeva alloro ed olivo. Su una lapide erano incisi i ventiquattro nomi dei Caduti besnatesi. La mole si ergeva su un artistico piedistallo dello scultore Tito Ratti. Il monumento era circondato da un tappeto verde e da una cancellata con ai lati due lampioni. Fu inaugurato il 13 luglio 1924, ma ebbe vita breve: venne requisito dal governo nel 1941 e quindi fuso per la costruzione di materiale bellico. Dopo la guerra la statua fu rifatta, ma non rappresentava più una donna, bensì un uomo recante nella mano destra una spada alzata al cielo, mentre con la sinistra regge un soldato morente semi sdraiato. Il 14 febbraio 1975 il monumento ai Caduti fu spostato in Via Alfredo di Dio nel vecchio cimitero, ora campo delle Rimembranze. Le sedici piante poste in quel luogo, sono a significare i ventiquattro besnatesi caduti nella prima guerra mondiale 1915-1918, il Milite ignoto e l'ultima a ricordo di tutti i caduti.

### Aree naturali
Il Parco dei Fontanili è un'oasi WWF.

## Cultura

### Scuole
La scuola materna "Paolo VI" (precedente chiamata "Caduti in guerra'"), edificata negli anni '30, è parrocchiale, mentre la scuola primaria (datata 1963) "Dante Alighieri", e quella secondaria (datata 1906) "Alessandro Manzoni" appartengono al Comune.

## Infrastrutture e trasporti
Il territorio comunale è interessato da importanti vie di comunicazione, prime fra tutte la linea ferroviaria Milano-Luino ed il tronco dell'Autostrada dei Laghi A8 per Sesto Calende, attualmente collegato con l'Autostrada per Alessandria e Genova. Passano inoltre tre strade provinciali: la SP26 per Gallarate ed Jerago, la SP34 per Mornago e la SP49 per Arsago Seprio e Quinzano San Piero.
Inoltre a qualche chilometro dal comune si trova l'aeroporto di Malpensa.

## Amministrazione
Dal 1º giugno 2011 è stato attivato il Consiglio comunale dei ragazzi (CCR), secondo lo standard disciplinato per legge.

### Sindaci besnatesi
- Pietro Genolini 1907 - 1916
- Giuseppe Falcetta 1916 - 1921
- Ettore Coarezza 1921 - 1923
- Carlo Porro 1923 - 1927, Podestà
- Gian Battista Ceriani 1927 - 1944, Podestà
- Luigi Stobbia 1944 - 1945
- Aldo Nencioni 1945 - 1948
- Ettore Coarezza 1948 - 1951
- Silvio Binda 1951 - 1957
- Roberto Rossato 1957 - 1962 - Democrazia Cristiana
- Renzo Macchi 1962 - 1975 - Democrazia Cristiana
- Guido Osculati 1975 - 1990 - Democrazia Cristiana
- Giordano De Alberti 1990 - 1999 - PSI-PSDI-PCI (1º mandato), PDS-AD (2º mandato)
- Giuseppe Antonio Ravasi 1999 - 2009 - Lega Nord
- Donata Bordoni 2009 - 2014 - lista civica "Con voi per Besnate"
- Giovanni Corbo dal 2014 - lista civica "Con voi per Besnate"

## Sport

### Calcio
La principale squadra di calcio della città è la Besnatese, fondata nel 1936 e mai spintasi oltre i campionati dilettantistici a carattere locale.

### Ciclismo
La principale squadra di ciclismo della città è il Gruppo Sportivo Prealpino, attivo nel dilettantismo.